# Noor-E-Hasna Lily Chowdhury
Noor-E-Hasna Lily Chowdhury (em bengali:  নুর-ই-হাস্না লিলি চৌধুরী) é uma política do Partido Jatiya (Ershad) e ex-membro do Parlamento de Bangladesh.

## Biografia
Chowdhury nasceu no dia 1 de janeiro de 1945 e a nível académico tem um bacharelato.

## Carreira
Chowdhury foi eleita para o parlamento a partir de um assento reservado como candidata do Partido Jatiya (Ershad) em 2014.